# Apertura Benkő
L'apertura Benkő, conosciuta anche come fianchetto di re, è la quinta apertura più popolare tra le venti possibili prime mosse del Bianco; prende il nome dal grande maestro Pál Benkő, che la usò nel torneo dei candidati nel 1962 per sconfiggere Michail Tal' e pattare contro Bobby Fischer.
La mossa che la contraddistingue,
1. g3,

prepara il fianchettamento dell'alfiere di re, preludendo a un rapido arrocco. In genere tale apertura rientra – per trasposizione di mosse – in sistemi più conosciuti, come la partita catalana, la partita inglese e l'attacco est-indiano.